# Толочкин, Василий Иннокентьевич
Василий Иннокентьевич Толочкин (23 сентября 1919 — 28 июля 1977) — командир отделения разведки 173-го гаубичного артиллерийского полка (6-я артиллерийская дивизия, 61-я армия, 1-й Белорусский фронт) старший сержант, участник Великой Отечественной войны, кавалер ордена Славы трёх степеней.

## Биография
Родился 23 сентября 1919 года в селе Ундино-Поселье Забайкальской области (ныне Балейского района Забайкальского края) в крестьянской семье. Русский. Рано остался без матери, окончил только 4 класса. Ещё подростком пошёл работать в колхоз «Новый путь». Поначалу работал на полевых работах, затем окончил курсы трактористов. С 17 лет уже работал механизатором, односельчане называли его «сыном колхоза».
В октябре 1939 года был призван в Красную армию Балейским райвоенкоматом. Служил в артиллерийских частях, окончил школу младших командиров.
Участник Великой Отечественной войны с октября 1941 года. Весь боевой путь прошёл в составе 173-го гаубичного артиллерийского полка разведчиком. Воевал на Западном, Брянском, Белорусском и 1-м Белорусском фронтах. Участвовал в обороне Москвы.
Первую боевую награду медаль «За боевые заслуги» в ноябре 1942 года, когда по его целеуказаниям были уничтожены противотанковые орудий противника и группа танков, готовящаяся к атаке. В 1944 году вступил в ВКП(б)/КПСС.
В январе 1944 года в ходе Калинковичско-Мозырской наступательной операции полк поддерживал наступление 77-й гвардейской стрелковой дивизии.
8 января 1944 года в районе города Калинковичи Гомельская область, Белоруссия старший сержант Толочкин выдвинулся в передовые цепи 221-го стрелкового полка и, умело корректировал огонь батареи. По его целеуказаниям были выведены из строя 2 вражеских пулемёта, разбил дзот, рассеяна группа гитлеровских, готовящаяся к атаке. 19 января с телефонным аппаратом скрытно проник на нейтральную полосу и выявил расположение огневых средств и места скопления живой силы врага. Огнём батареи были подавлены 2 миномёта и 3 пулемётные точки.
Приказом по частям 6-й артиллерийской дивизии прорыва РГКот 27 февраля 1944 года (№ 3/н) старший сержант Толочкин Василий Иннокентьевич награждён орденом Славы 3-й степени.
В июле 1944 года в ходе наступления в рамках Люблин-Брестской операции и при форсирования реки Западный Буг всегда находился в боевых порядках пехоты и чётко корректировал огонь батарей. В результате за несколько дней боёв были уничтожены 3 пулемётные точки, вкопанный танк и самоходное орудие, 2 миномётных и одна 105-мм артиллерийская батареи. Награждён орденом Отечественной войны 2-й степени.
10 октября 1944 года на подступах к городу Юзефув (Польша) старший сержант Толочкин, возглавляя подвижную группу разведчиков, двигался вместе с 605-м стрелковым полком 132-й стрелковой дивизии. Точно и своевременно организовал подачу сигналов ракетами и по радио корректировал перенос батарей на рубежи огневого вала. Пехота, вслед за огневым валом, овладела двумя линиями траншей противника и вышла на рубеж города Юзефув. Было уничтожено до 2 взводов пехоты и рассеяно до роты, подавлено 2 станковых пулемёта, уничтожено 3 танка.
22 октября, находясь в боевых порядках 408-го стрелкового полка в районе города Велишев (Польша), умело корректируя огонь батареи, способствовал уничтожению живой силы и техники врага: были накрыты 2 пулемётные точки, подавлены 2 миномётные батареи, разбит танк, рассеяно и уничтожено свыше взвода пехоты. Был дважды ранен, но поле боя не покинул.
Приказом по войскам 1-го Белорусского фронта от 17 декабря 1944 года (№ 390/н) старший сержант Толочкин Василий Иннокентьевич награждён орденом Славы 2-й степени.
На завершающем этапе войны отличился в боях Берлинской наступательной операции.
15 апреля 1945 года при прорыве обороны противника на плацдарме на левом берегу реки Одер в районе города Вeрцен (Германия) старший сержант Толочкин находился в передовых цепях наступающей пехоты. Под огнём противника вёл разведку и корректировал огонь, давая точные целеуказания о скоплении живой силы и боев. техники. В результате артиллерийским огнём были уничтожены 3 пулемётные точки, 75-мм орудие, рассеяно до взвода пехоты и подавлен огонь 2 пулемётов. Находясь на наблюдательном пункте, попал под миномётный огонь противника был дважды ранен, ушёл в медсанбат только после второго ранения.
Указом Президиума Верховного Совета СССР от 31 мая 1945 года старший сержант Толочкин Василий Иннокентьевич награждён орденом Славы 1-й степени. Стал полным кавалером ордена Славы.
Войну закончил на реке Эльбе. В мае 1946 года старшина Толочкин уволен в запас.
Вернулся в родные края. Работал  в народном хозяйстве, некоторое время был учителем физкультуры в своём селе. Последнее время трудился мастером дорожного участка на станции Приисковая. 
В 1974 году окончил курсы мастеров в городе Иркутске. Жил в городе Балей Читинской области (ныне - Забайкальского края). Скончался 28 июля 1977 года.

## Награды
- Орден Красного Знамени (08.02.1945)[3]
- Орден Отечественной войны I степени (24.08.1944)[4]
- Полный кавалер ордена Славы:
  - орден Славы I степени (31.5.1945)[5];
  - орден Славы II степени (17.12.1944)[6];
  - орден Славы III степени (27.02.1944)[7];

- медали, в том числе:
  - «Медаль «За боевые заслуги»» (12.12.1942)[8]
  - «Медаль «За оборону Москвы»» (22.03.1945)[3]
  - «Медаль «За освобождение Варшавы»» (22.03.1945)[3]
  - «За победу над Германией» (9 мая 1945[9])[3];
  - «Медаль «За взятие Берлина»» (9.05.1945)[3]

## Память
- На могиле установлен надгробный памятник
- Его имя увековечено в Главном Храме Вооружённых сил России, и навсегда запечатлено на мемориале «Дорога памяти»